# Secantă
Cuvântul secantă provine din limba latina"secare" (a tăia) și este un termen folosit în matematică. Poate avea următoarele semnificații:
- Dreaptă secantă, în geometrie. O dreaptă secantă a unei curbe este dreapta care intersectează curba respectivă în două sau mai multe puncte. Poate fi folosită pentru a aproxima tangenta la o curbă într-un punct P. Dacă secanta unei curbe este definită prin două puncte P și Q, punctul P fiind fix și Q variabil atunci, pe măsura ce punctul Q se apropie de P pe curbă, direcția secantei se apropie de cea a tangentei curbei în punctul P (presupunând că există doar o tangentă). Prin urmare, se poate spune că limita pantei secantei, sau direcția acesteia, este aceeași cu a tangentei.
- Secantă (trigonometrie), o funcție trigonometrică care este reciproca cosinusului.
- Metoda tangentei folosită în analiza numerică pentru găsirea unei valori x astfel încât f(x)=0 pentru o funcție f (găsirea rădăcinii funcției f).